# Мазаний Віктор Степанович
Віктор Степанович Мазаний (28 лютого 1955, Городець, Володимирецького району, Рівненська область) — український письменник та журналіст. Член Національної спілки письменників України, член Національної спілки журналістів України. Заслужений журналіст України.

## Життєпис
У 1977 році закінчив із відзнакою факультет журналістики Львівського державного університету імені Івана Франка, а у 1995 — Міжнародний центр журналістики ICCJ (США).
Працював власним кореспондентом газети «Молодь України» у Волинській. Тернопільській та Рівненській областях, власним кореспондентом інформаційного агентства ТАРС у Рівненській області, в газеті «The Gazette» (м. Сіде Репідс, США). Із 1985 року — власний кореспондент Українського Національного інформаційного агентства УКРІНФОРМ у Рівненській області. Доцент кафедри теорії і практики журналістської творчості Міжнародного економіко-гуманітарного університету імені академіка Степана Дем'янчука. Заповідальний редактор енциклопедії «Уславлені постаті України» у Рівненській області. Член редакційної колегії «Української літературної газети». Лавреат Міжнародної літературно-мистецької премії імені Авеніра Коломийця (2010 р.). Лавреат рівненської міської літературної премії імені Уласа Самчука (2020 р.), лавреат Літературно-мистецької премії імені Пантелеймона Куліша (2021 р.).

## Літературно-мистецькі проекти
Автор проектів літературно-мистецьких свят «Городецький автограф» і «Городець у вишиванці», які щорічно проходять у селі Городець Володимирецького району на Рівненщині. Співорганізатор першої Асамблеї лауреатів Національної премії України імені Тараса Шевченка, яка відбулася у Рівному в травні 2007 року. Засновник Поліського літературного музею, Алеї письменників України, що у селі Городець на Рівненщині.
Почесний громадянин села Городець. Лауреат обласної літературної премії імені Світочів (2004). Переможець рейтингу м. Рівного «Гордість міста» у номінації «Найкращий письменник» 2005 року. Переможець обласного конкурсу "Краща книга Рівненщини" 2016 року у номінації "Краще прозове видання" за книгу "Тінь павука".

## Автор книг
- «… І мить у вічність проростає» (1998),
- «Спалах ядра» (2000),
- «З Капітолійського пагорба» (2001), введена до експозиції Всесвітнього музею імміграції у Міннесотському університеті (США).
- «Осіння жінка» (2002),
- «Погляд сльози» (2003),
- «Корінь вогню» (2005),
- «Енергетичний велет Хмельниччини» (2007),
- «Танок бджоли» (2008),
- «Рівненщина працьовита» (2009),
- «Поклик долі» (2010),
- «Працею осяяна земля» (2011),
- «Тінь павука» (2006), була номінована у фіналі на здобуття Національної премії України імені Тараса Шевченка у 2008 році.
- «Дубно - зоря століть» (2014).
- «Кров репортера» (2019).
- «Журналістика інформаційного агентства» (2022)
- «Улас Самчук — воїн слова» (2025) / упорядник[3]